# Vejen (film fra 1955)
 For alternative betydninger, se Vejen (flertydig). (Se også artikler, som begynder med Vejen)
Vejen (russisk: Дорога, translit.: Doroga) er en sovjetisk dramafilm fra 1955 produceret af Mosfilm og instrueret af Aleksandr Stolper.

## Handling
På bjergvej i den østlige del af USSR sidder snesevis af biler og lastbiler fast på grund af et snefald. Blandt dem, der sidder fast, er en kaptajn for statssikkerhed og en "udenlandsk turist". Men turisten er faktisk en fjendtlig spion, der har indgået en aftale med sin agent ved passet ...

## Medvirkende
- Andrej Popov som Sergej Bajtalin
- Vitali Doronin som Fjodor Ivanovitj
- Nikolai Gritsenko som Ivan Aleksejevitj
- Tamara Loginova som Jekaterina Fjodorova
- Lev Sverdlin som Beimbetov